# Bracon subfasciatellus
Bracon subfasciatellus är en stekelart som beskrevs av Dalla Torre 1898. Bracon subfasciatellus ingår i släktet Bracon och familjen bracksteklar. Inga underarter finns listade.